# Tony Award de la meilleure mise en scène pour une comédie musicale
Le Tony Award de la meilleure mise en scène pour une comédie musicale (Tony Award for Best Direction of a Musical) est un prix récompensant les meilleurs metteur en scène de productions de comédies musicales jouées à Broadway, New York (avant 1960, la catégorie était destinée aux comédies musicales et pièces de théâtres). Comme les autres Tony Awards, il est remis lors d'une cérémonie ayant lieu mi-juin, chaque année.

## Palmarès

### Années 1950
Remarque : cette catégorie comprend des comédies musicales et des pièces de théâtre
- 1950: Joshua Logan – South Pacific
- 1951: George S. Kaufman – Blanches colombes et vilains messieurs
- 1957: Moss Hart – My Fair Lady

### Années 1960
| - 1960: George Abbott – Fiorello! - Michael Kidd – Destry Rides Again - Jerome Robbins – Gypsy - Peter Glenville – Take Me Along - Vincent J. Donehue – La Mélodie du bonheur - 1961: Gower Champion – Bye Bye Birdie - Garson Kanin – Do Re Mi - Peter Brook – Irma La Douce - 1962: Abe Burrows – How to Succeed in Business Without Really Trying - Joshua Logan – All American - Gower Champion – Carnival! - Joe Layton – No Strings - 1963: George Abbott – Le Forum en folie - John Fearnley – Brigadoon - Cy Feuer et Bob Fosse – Little Me - Peter Coe – Oliver! - 1964: Gower Champion – Hello, Dolly! - Joseph Anthony – 110 in the Shade - Noël Coward – High Spirits - Harold Prince – She Loves Me | - 1965: Jerome Robbins – Un violon sur le toit - Gene Saks – Half a Sixpence - Joan Littlewood – Oh, What a Lovely War! - Anthony Newley – The Roar of the Greasepaint - The Smell of the Crowd - 1966: Albert Marre – L'Homme de la Mancha - Gene Saks – Mame - Cy Feuer – Skyscraper - Bob Fosse – Sweet Charity - 1967: Harold Prince – Cabaret - Jack Sydow – Annie du Far West - Gower Champion – I Do! I Do! - Mike Nichols – The Apple Tree - 1968: Gower Champion – The Happy Time - Burt Shevelove – Hallelujah, Baby! - George Abbott – How Now, Dow Jones - Jules Dassin – Illya Darling - 1969: Peter Hunt – 1776 - Tom O'Horgan – Hair - Robert Moore – Promises, Promises - Harold Prince – Zorba |

### Années 1970
| - 1970: Ron Field – Applause - Michael Benthall – Coco - Philip Rose – Purlie - 1971: Harold Prince – Company - Burt Shevelove – No, No, Nanette - Robert H. Livingston – The Me Nobody Knows - Michael Kidd – The Rothschilds - 1972: Harold Prince et Michael Bennett – Follies - Burt Shevelove – Le Forum en folie - Gilbert Moses – Ain't Supposed to Die a Natural Death - Mel Shapiro – Les Deux Gentilshommes de Vérone - 1973: Bob Fosse – Pippin - Harold Prince – A Little Night Music - Vinnette Carroll – Don't Bother Me, I Can't Cope - Gower Champion – Sugar - 1974: Harold Prince – Candide - Tom Moore – Over Here! - Donald McKayle – Raisin - Michael Bennett – Seesaw | - 1975: Geoffrey Holder – The Wiz - Arthur Laurents – Gypsy - Gower Champion – Mack & Mabel - Grover Dale – The Magic Show - 1976: Michael Bennett – A Chorus Line - Bob Fosse – Chicago - Harold Prince – Pacific Overtures - Bill Gile – Very Good Eddie - 1977: Gene Saks – I Love My Wife - Martin Charnin – Annie - Jack O'Brien – Porgy and Bess - Vinnette Carroll – Your Arms Too Short to Box with God - 1978: Richard Maltby, Jr. – Ain't Misbehavin' - Bob Fosse – Dancin' - Harold Prince – On the Twentieth Century - Elizabeth Swados – Runaways - 1979: Harold Prince – Sweeney Todd, the Demon Barber of Fleet Street - Michael Bennett – Ballroom - Peter Masterson et Tommy Tune – The Best Little Whorehouse in Texas - Robert Moore – They're Playing Our Song |

### Années 1980
| - 1980: Harold Prince – Evita - Ernest Flatt et Rudy Tronto – Sugar Babies - Joe Layton – Barnum - Tommy Tune – A Day in Hollywood/A Night in the Ukraine - 1981: Wilford Leach – The Pirates of Penzance - Gower Champion – 42nd Street - Robert Moore – Woman of the Year - Michael Smuin – Sophisticated Ladies - 1982: Tommy Tune – Nine - Michael Bennett – Dreamgirls - Martin Charnin – The First - Tony Tanner – Joseph and the Amazing Technicolor Dreamcoat - 1983: Trevor Nunn – Cats - Michael Kahn – Show Boat - Ivan Reitman – Merlin - Tommy Tune et Thommie Walsh – My One and Only - 1984: Arthur Laurents – La Cage aux Folles - James Lapine – Sunday in the Park with George - Richard Maltby, Jr. – Baby - Vivian Matalon – The Tap Dance Kid | - 1985: Des McAnuff – Big River - Barbara Damashek – Quilters - Mitch Leigh – Le Roi et moi - Harold Prince – Grind - 1986: Wilford Leach – The Mystery of Edwin Drood - Bob Fosse – Big Deal - Richard Maltby, Jr. – Song & Dance - Claudio Segovia et Hector Orezzoli – Tango Argentino - 1987: Trevor Nunn et John Caird – Les Misérables - Brian Macdonald – The Mikado - Trevor Nunn – Starlight Express - Mike Ockrent – Me and My Girl - 1988: Harold Prince – The Phantom of the Opera - James Lapine – Into the Woods - Mbongeni Ngema – Sarafina! - Jerry Zaks – Anything Goes - 1989: Jerome Robbins – Jerome Robbins' Broadway - Larry Carpenter – Starmites - Peter Mark Schifter – Welcome to the Club - Claudio Segovia et Hector Orezzoli – Black and Blue |

### Années 1990
| - 1990: Tommy Tune – Grand Hotel - Trevor Nunn – Aspects of Love - Michael Blakemore – City of Angels - Susan H. Schulman – Sweeney Todd, the Demon Barber of Fleet Street - 1991: Tommy Tune – The Will Rogers Follies - Graciella Danielle – Once on This Island - Nicholas Hytner – Miss Saigon - Eleanor Reissa – Those Were the Days - 1992: Jerry Zaks – Blanches colombes et vilains messieurs - Mike Ockrent – Crazy for You - James Lapine – Falsettos - George C. Wolfe – Jelly's Last Jam - 1993: Des McAnuff – The Who's Tommy - Bill Kenwright et Bob Tomson – Blood Brothers - Michael Kidd – The Goodbye Girl - Harold Prince – Kiss of the Spider Woman - 1994: Nicholas Hytner – Carousel - Robert Jess Roth – La Belle et la Bête - James Lapine – Passion - Scott Ellis – She Loves Me | - 1995: Harold Prince – Show Boat - Des McAnuff – How to Succeed in Business Without Really Trying - Jerry Zaks – Smokey Joe's Cafe - Trevor Nunn – Sunset Boulevard - 1996: George C. Wolfe – Bring in 'da Noise/Bring in 'da Funk - Jerry Zaks – Le Forum en folie - Christopher Renshaw – Le Roi et moi - Michael Greif – Rent - 1997: Walter Bobbie – Chicago - Julie Taymor – Juan Darien - Michael Blakemore – The Life - Scott Ellis – Steel Pier - 1998: Julie Taymor – Le Roi lion - Sam Mendes et Rob Marshall – Cabaret - Frank Galati – Ragtime - Scott Ellis – 1776 - 1999: Matthew Bourne – Le Lac des cygnes - Richard Maltby, Jr. et Ann Reinking – Fosse - Harold Prince – Parade - Michael Mayer – You're a Good Man, Charlie Brown |

### Années 2000
| - 2000: Michael Blakemore – Kiss Me, Kate - Susan Stroman – Contact - Susan Stroman – The Music Man - Lynne Taylor-Corbett – Swing! - 2001: Susan Stroman – The Producers - Mark Bramble – 42nd Street - Jack O'Brien – The Full Monty - Christopher Ashley – The Rocky Horror Show - 2002: John Rando – Urinetown: The Musical - James Lapine – Into the Woods - Trevor Nunn – Oklahoma! - Michael Mayer – Thoroughly Modern Millie - 2003: Jack O'Brien – Hairspray - Baz Luhrmann – La Bohème - Twyla Tharp – Movin' Out - David Leveaux – Nine - 2004: Joe Mantello – Assassins - Jason Moore – Avenue Q - George C. Wolfe – Caroline, or Change - Kathleen Marshall – Wonderful Town | - 2005: Mike Nichols – Spamalot - Jack O'Brien – Dirty Rotten Scoundrels - Bartlett Sher – The Light in the Piazza - James Lapine – The 25th Annual Putnam County Spelling Bee - 2006: John Doyle – Sweeney Todd, the Demon Barber of Fleet Street - Casey Nicholaw – The Drowsy Chaperone - Des McAnuff – Jersey Boys - Kathleen Marshall – The Pajama Game - 2007: Michael Mayer – L'Éveil du printemps - John Doyle – Company - Scott Ellis – Curtains - Michael Greif – Grey Gardens - 2008: Bartlett Sher – South Pacific - Sam Buntrock – Sunday in the Park with George - Thomas Kail – In the Heights - Arthur Laurents – Gypsy - 2009: Stephen Daldry – Billy Elliot, the Musical - Michael Greif – Next to Normal - Kristin Hanggi – Rock of Ages - Diane Paulus – Hair |

### Années 2010
| - 2010 : Terry Johnson – La Cage aux Folles - Christopher Ashley – Memphis - Marcia Milgrom Dodge – Ragtime - Bill T. Jones – Fela! - 2011 : Casey Nicholaw et Trey Parker – The Book of Mormon - Rob Ashford – How to Succeed in Business Without Really Trying - Kathleen Marshall – Anything Goes - Susan Stroman – The Scottsboro Boys - 2012 : John Tiffany – Once - Jeff Calhoun – Newsies - Kathleen Marshall – Nice Work If You Can Get It - Diane Paulus – Porgy and Bess - 2013 : Diane Paulus – Pippin - Scott Ellis – The Mystery of Edwin Drood - Jerry Mitchell – Kinky Boots - Matthew Warchus – Matilda the Musical - 2014 : Darko Tresnjak – A Gentleman's Guide to Love and Murder - Warren Carlyle – After Midnight - Michael Mayer – Hedwig and the Angry Inch - Leigh Silverman – Violet - 2015 : Sam Gold – Fun Home - Casey Nicholaw – Something Rotten! - John Rando – On the Town - Bartlett Sher – Le Roi et moi - Christopher Wheeldon - An American in Paris | - 2016 : Thomas Kail – Hamilton - Michael Arden – L'Éveil du printemps - John Doyle – The Color Purple - Scott Ellis – She Loves Me - George C. Wolfe – Shuffle Along - 2017 : Christopher Ashley – Come from Away - Rachel Chavkin – Natasha, Pierre & The Great Comet of 1812 - Michael Greif – Dear Evan Hansen - Matthew Warchus – Groundhog Day - Jerry Zaks – Hello, Dolly! - 2018 : David Cromer – The Band's Visit - Michael Arden – Once on This Island - Tina Landau – SpongeBob SquarePants - Casey Nicholaw – Mean Girls - Bartlett Sher – My Fair Lady - 2019 : Rachel Chavkin – Hadestown - Scott Ellis – Tootsie - Daniel Fish – Oklahoma! - Des McAnuff – Ain't Too Proud - Casey Nicholaw – The Prom |

### Années 2020
- 2020 : Alex Timbers – Moulin Rouge!
  - Phyllida Lloyd – Tina
  - Diane Paulus – Jagged Little Pill

- 2022 : Marianne Elliott – Company
  - Jamie Armitage et Lucy Moss – Six
  - Stephen Brackett – A Strange Loop
  - Conor McPherson – Girl from the North Country
  - Christopher Wheeldon – MJ

- 2023 : Michael Arden – Parade
  - Lear deBessonet – Into the Woods
  - Casey Nicholaw – Some Like it Hot
  - Jack O'Brien – Shucked
  - Jessica Stone – Kimberly Akimbo

- 2024 : Danya Taymor – The Outsiders
  - Maria Friedman – Merrily We Roll Along
  - Michael Greif – Hell's Kitchen
  - Leigh Silverman – Suffs
  - Jessica Stone – Water for Elephants

- 2025 : Michael Arden – Maybe Happy Ending
  - Saheem Ali – Buena Vista Social Club
  - David Cromer – Dead Outlaw
  - Christopher Gattelli – Death Becomes Her
  - Jamie Lloyd – Sunset Boulevard